# Cteipolia sacelli
Cteipolia sacelli is een vlinder uit de familie van de uilen (Noctuidae). De wetenschappelijke naam van de soort is voor het eerst geldig gepubliceerd in 1896 door Staudinger.